# Microsiphum
Microsiphum (лат.) — род тлей из подсемейства Aphidinae (Macrosiphini). Широко распространённый Палеарктический род.

## Описание
Мелкие насекомые, длина тела около 2 мм.
Ассоциированы с растениями Compositae, Artemisia. Близок к тлям рода Macrosiphoniella.
- Microsiphum diversisetosum Kadyrbekov, 2006
- Microsiphum giganteum
- Microsiphum jazykovi
- Microsiphum millefolii
- Microsiphum nudum
- Microsiphum procerae
- Microsiphum ptarmicae Cholodkovsky, 1902 — Казахстан, Украина[1]
- Microsiphum pyrethri
- Microsiphum woronieckae Judenko — Европа, Сибирь, Казахстан[3]